# Transversal Norte
La Transversal Norte (E20) es una carretera de Ecuador que atraviesa las provincias de Esmeraldas, Santo Domingo de los Tsáchilas, Pichincha, Napo, y Orellana.

## Descripción
La Transvesal Norte (E20) está dividida en tres ramales: occidental, central, y oriental. El ramal occidental se origina en la Troncal del Pacífico (E15) en la Ciudad costera de Esmeraldas, en la Provincia de Esmeraldas. Desde esta ciudad, toma rumbo sureste, cruza la cordillera de Chongón y Colonche y los planos de la costa, y alcanza la ciudad de Santo Domingo en la Provincia de Santo Domingo de los Tsáchilas. En Santo Domingo, conecta con la Troncal de la Costa (E25) y con la via colectora Santo Domingo - Y de Charapoto (E38).
A partir de Santo Domingo, la Transversal Norte (E20) continua en dirección oriental. la carretera asciende y desciende la Cordillera Occidental de los Andes a través de un paso ubicado entre los volcanes Atacazo al norte y Corazón al sur. Una vez en el valle interandino, alcanza la población de Alóag (parroquia rural del cantón Mejía) al sur de Quito en la Provincia de Pichincha. En esta localidad, desemboca en la Troncal de la Sierra (E35) concluyendo así el ramal occidental. 
La Troncal de la Sierra (E35) conecta los ramales occidental y central de la Transversal Norte (E20). La unión con el ramal central, se ubica al este de la ciudad de Quito en la localidad de Pifo. El tramo de la Troncal de la Sierra (E35) entre Aloag y Pifo lleva la denominación E35/E20. En Pifo, se dirige en dirección oriental y asciende la Cordillera Oriental de los Andes por medio de un paso ubicado al norte del volcán Antisana. La ruta posteriormente continua en dirección oriental y sigue el cauce del río Papallacta hasta llegar a la localidad de Baeza en la Provincia de Napo. En Baeza, desemboca en la Troncal Amazónica (E45) concluyendo así el ramal central. 
Los ramales central y oriental están conectados por la Troncal Amazónica (E45). La unión de la Troncal Amazónica (E45) con el ramal oriental de la Transversal Norte (E20) se ubica al sur de Baeza. Esta último ramal se dirige inicialmente en dirección oriental y posteriormente en dirección nororiental hasta llegar a la ciudad de Puerto Francisco de Orellana (El Coca) en la Provincia de Orellana donde finaliza su recorrido. El ramal oriental de es compartido con la Troncal Amazónica Alterna (E45A) por lo que lleva la denominación E45A/E20.

## Concesiones
La porción de la Transverral Norte (E20) entre Santo Domingo en la Provincia de Santo Domingo de los Tsáchilas y Quito en la Provincia de Pichincha está concesionada al consorcio integrado por el Gobierno de la Provincia de Pichincha y por la constructora Hidalgo E Hidalgo (H&H) por lo que hay que realizar el pago de peajes a lo largo de este trayecto. La porción concesionada es de aproximadamente 100 kilómetros.

## Localidades destacables
De oeste a este:
- [[Archivo:|20x20px|border|Bandera de Esmeraldas (Ecuador)]] Esmeraldas, Esmeraldas
- Quinindé, Esmeraldas
- La Concordia, Santo Domingo de los Tsáchilas
- [[Archivo:|20x20px|border|Bandera de Santo Domingo (Ecuador)]] Santo Domingo, Santo Domingo de los Tsáchilas
- [[Archivo:|20x20px|border|Bandera de Sangolquí]] Sangolquí, Pichincha
- Baeza, Napo
- Loreto, Orellana
- El Coca, Orellana